# بوستي (نيويورك)
بوستي (بالإنجليزية: Busti, New York)‏ هي بلدة أمريكية تقع في الولايات المتحدة في مقاطعة تشاتاقوا، نيويورك. يقدر عدد سكانها بـ 7,351 نسمة ومساحتها 123.8 كم2 وترتفع عن سطح البحر 446 متر.

## أعلام
- جورج ستونمان